# Eringhem
Eringhem [eʁɛ̃ɡɛm] est une commune française, située dans le département du Nord en région Hauts-de-France.

## Géographie

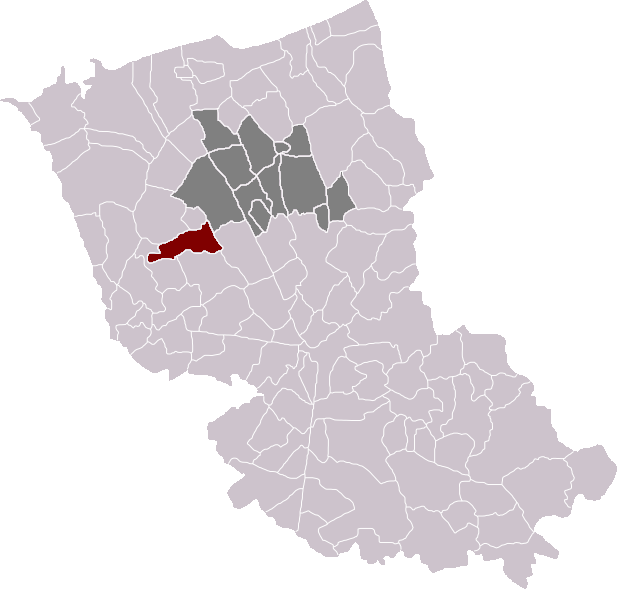
Eringhem dans son canton et son arrondissement.

### Communes limitrophes

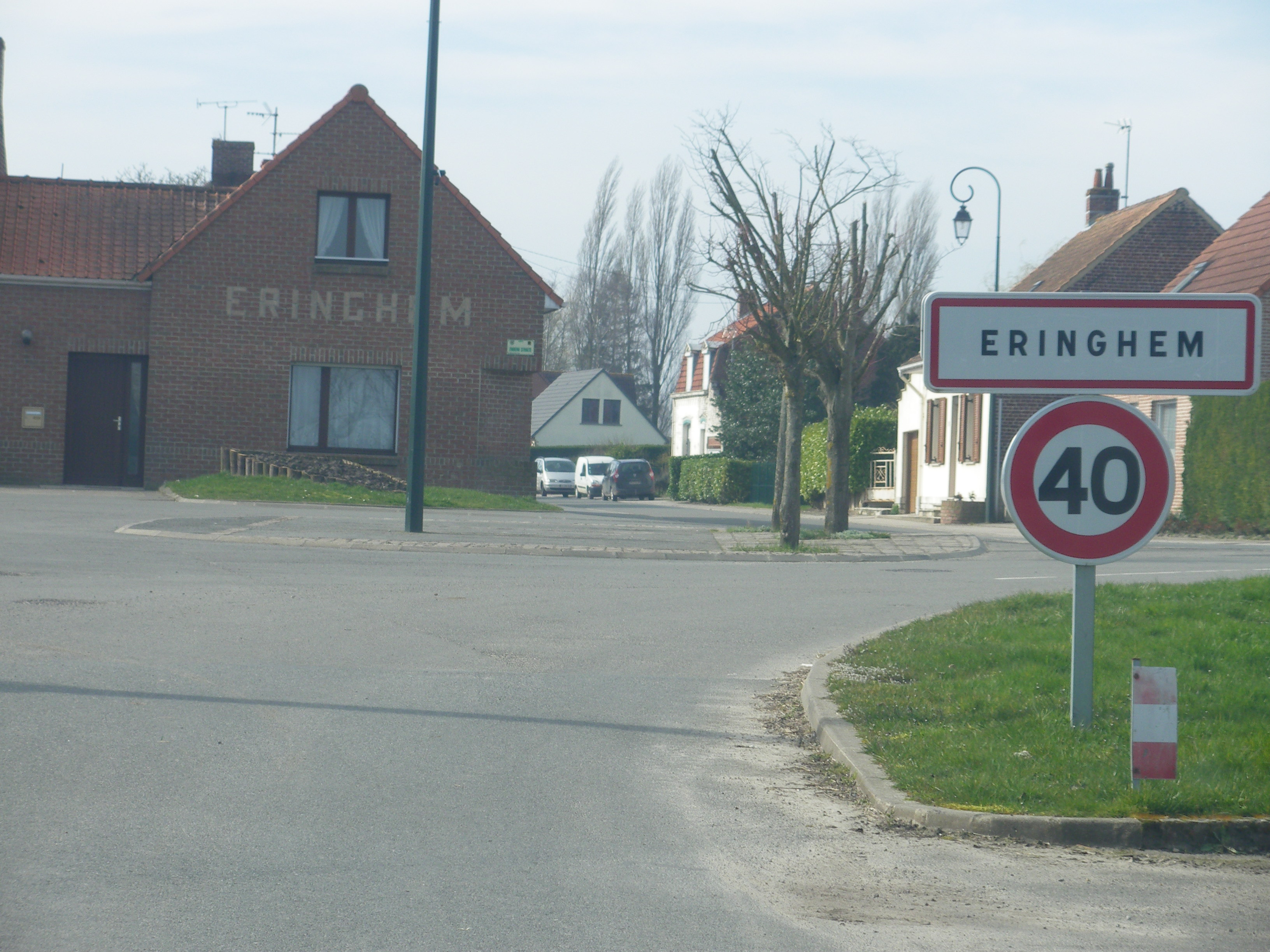
Une entrée de la commune.

|            | Looberghe  | Drincham, Pitgam |
| Merckeghem | Eringhem   | Zegerscappel     |
|            | Bollezeele |                  |

### Hydrographie

#### Réseau hydrographique
La commune est située dans le bassin Artois-Picardie. Elle est drainée par l'Oleet, le Landsdyck, le Trog, l'Holland Becque,,.

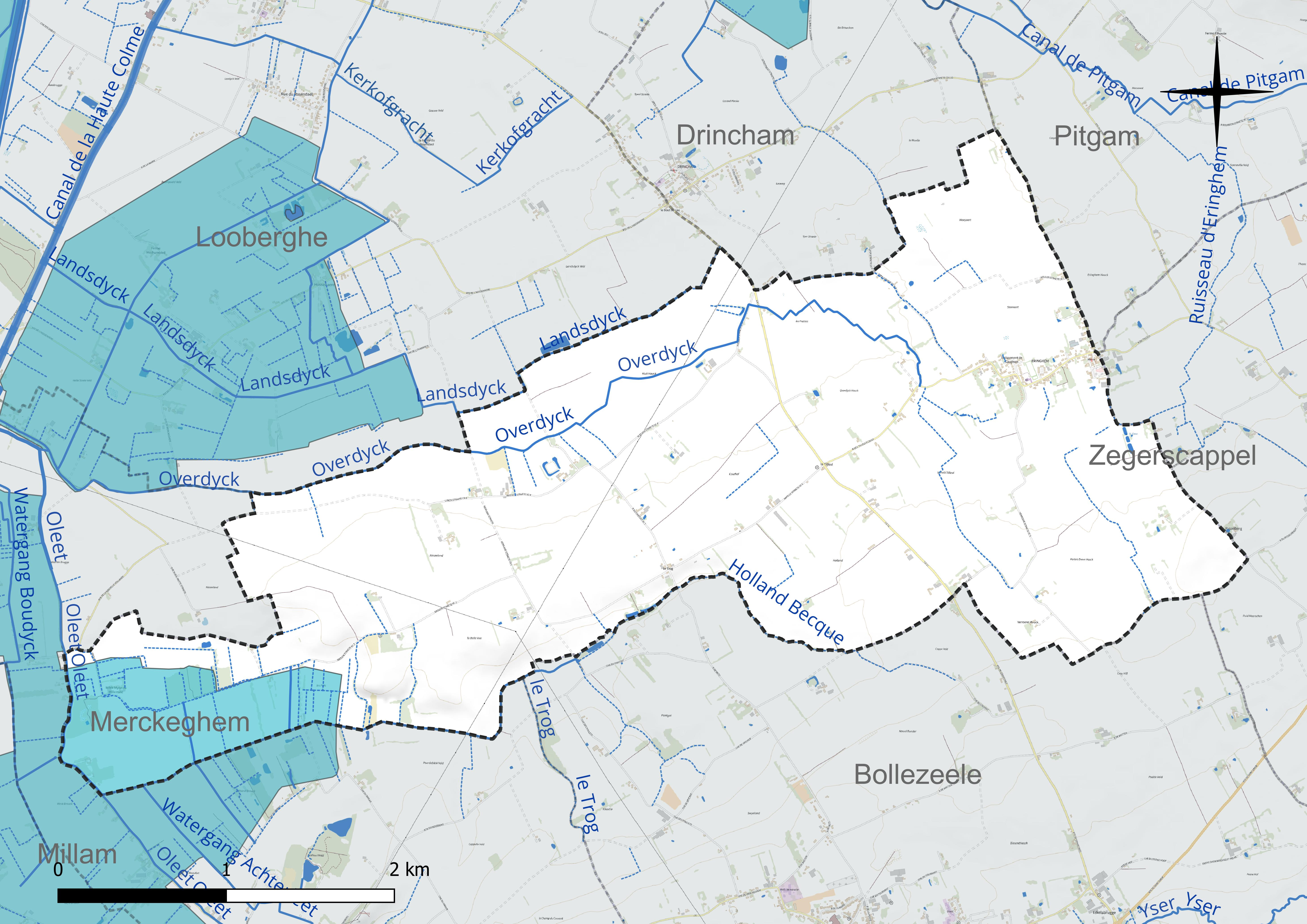
Réseau hydrographique d'Eringhem.

#### Gestion et qualité des eaux
Le territoire communal est couvert par le schéma d'aménagement et de gestion des eaux (SAGE) « Delta de l'Aa ». Ce document de planification concerne un territoire de 1 208 km2 de superficie, délimité par le bassin versant de l'Aa. Le périmètre a été arrêté le 18 août 2000 et le SAGE proprement dit a été approuvé le 15 mars 2010. La structure porteuse de l'élaboration et de la mise en œuvre est l'Institution intercommunale des Wateringues.
La qualité des cours d'eau peut être consultée sur un site dédié géré par les agences de l'eau et l'Agence française pour la biodiversité.

### Climat
Pour des articles plus généraux, voir Climat des Hauts-de-France et Climat du Nord.
En 2010, le climat de la commune est de type climat océanique altéré, selon une étude du CNRS s'appuyant sur une série de données couvrant la période 1971-2000. En 2020, Météo-France publie une typologie des climats de la France métropolitaine dans laquelle la commune est exposée à un climat océanique et est dans la région climatique  Côtes de la Manche orientale, caractérisée par un faible ensoleillement (1 550 h/an) ; forte humidité de l'air (plus de 20 h/jour avec humidité relative > 80 % en hiver), vents forts fréquents.
Pour la période 1971-2000, la température annuelle moyenne est de 10,6 °C, avec une amplitude thermique annuelle de 13,8 °C. Le cumul annuel moyen de précipitations est de 765 mm, avec 12,6 jours de précipitations en janvier et 7,9 jours en juillet. Pour la période 1991-2020, la température moyenne annuelle observée sur la station météorologique la plus proche, située sur la commune de Watten à 11 km à vol d'oiseau, est de 11,3 °C et le cumul annuel moyen de précipitations est de 822,8 mm,. Pour l'avenir, les paramètres climatiques de la commune estimés pour 2050 selon différents scénarios d'émission de gaz à effet de serre sont consultables sur un site dédié publié par Météo-France en novembre 2022.

## Urbanisme

### Typologie
Au 1er janvier 2024, Eringhem est catégorisée commune rurale à habitat dispersé, selon la nouvelle grille communale de densité à sept niveaux définie par l'Insee en 2022.
Elle est située hors unité urbaine. Par ailleurs la commune fait partie de l'aire d'attraction de Dunkerque, dont elle est une commune de la couronne,. Cette aire, qui regroupe 66 communes, est catégorisée dans les aires de 200 000 à moins de 700 000 habitants,.

### Occupation des sols
L'occupation des sols de la commune, telle qu'elle ressort de la base de données européenne d'occupation biophysique des sols Corine Land Cover (CLC), est marquée par l'importance des territoires agricoles (98 % en 2018), une proportion sensiblement équivalente à celle de 1990 (98,1 %). La répartition détaillée en 2018 est la suivante : 
terres arables (98 %), zones urbanisées (2 %). L'évolution de l'occupation des sols de la commune et de ses infrastructures peut être observée sur les différentes représentations cartographiques du territoire : la carte de Cassini (XVIIIe siècle), la carte d'état-major (1820-1866) et les cartes ou photos aériennes de l'IGN pour la période actuelle (1950 à aujourd'hui).

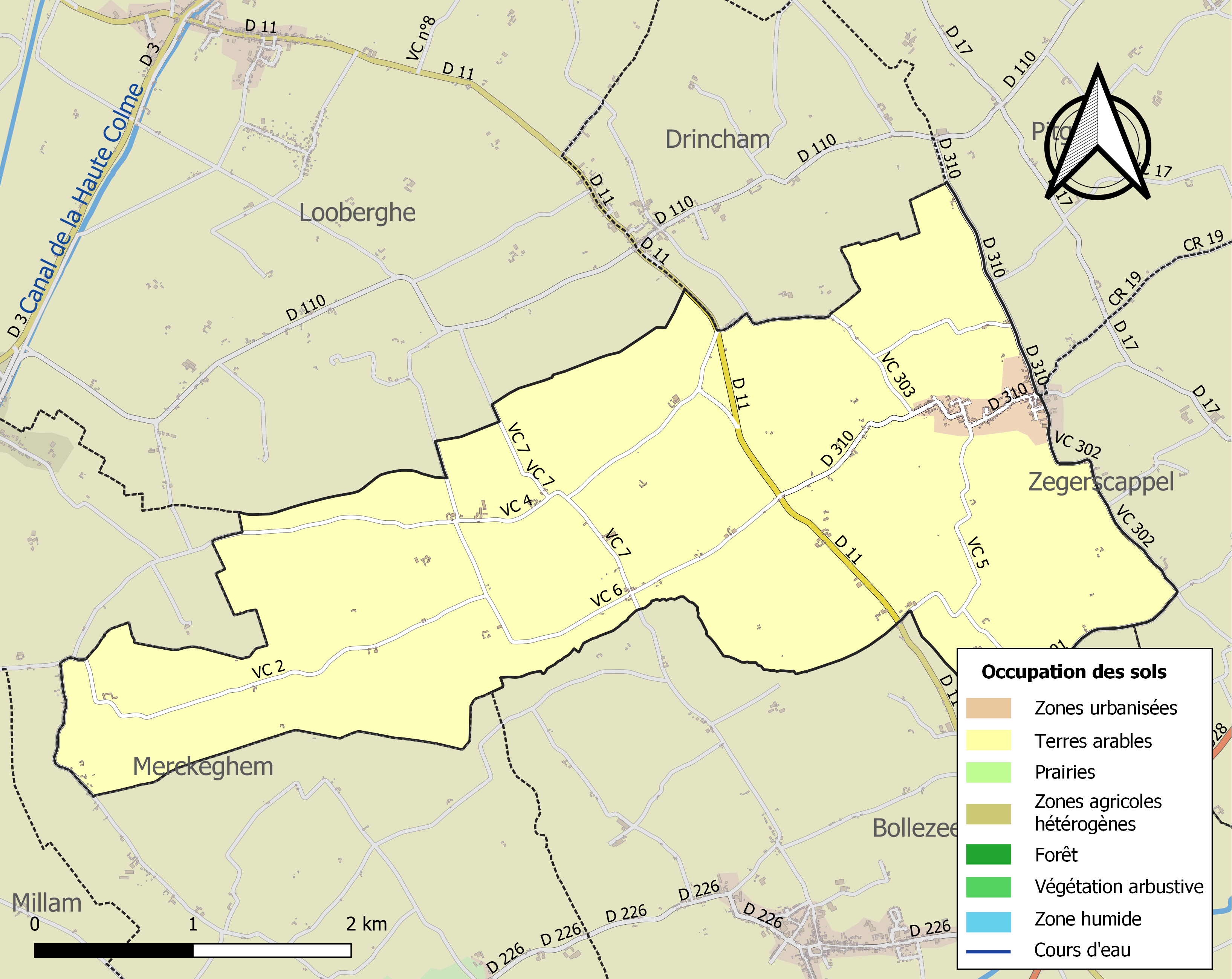
Carte des infrastructures et de l'occupation des sols de la commune en 2018 (CLC).

## Toponymie
857 : Ebresingahem, 867 : Neuersingahem, 1113 : Ersingehem, 1186 : Hersinghem (cartulaire de Watten).
Eringem en flamand.

## Histoire
Jusqu'à la Révolution française, Eringhem dépend de la châtellenie de Bourbourg et la paroisse est incluse dans le diocèse de Thérouanne, puis à la disparition de celui-ci dans le diocèse de Saint-Omer.
Une bulle du pape Pascal II confirme en 1113 la donation de la terre par le comte de Flandre à l'abbaye Notre-Dame de Bourbourg.
En 1261 ou 1262, un membre de la famille des comtes de Guînes, le chevalier Arnould de Guînes, fils d'Arnould II de Guînes et oncle d'Arnould III, y fonde un couvent de guillelmites (ordre de Saint-Guillaume), sur une terre appelée Nieulande, au lieu-dit Scoudbroec : il donne 67 mesures de terre (environ 30 hectares). Il promet de bâtir en cet endroit un oratoire et les bâtiments nécessaires, et de pourvoir à l'entretien de six frères. En 1264, les moines, dits guillelmites de Nieulande, ont un différend puis s'accordent avec l'abbaye de Watten au sujet de dîmes réclamées par Watten. En 1458, les moines se sont retirés à Oudezelle jusqu'en 1464 pour s'établir finalement à Noordpeene (Couvent des Guillemites de Noordpeene).
Le château d'Eringhem est cité dans les biens de Louis de Luxembourg-Saint-Pol), châtelain de Bourbourg, en 1458.
À la veille de la Révolution française, en 1750, l'église du village détient quelques terres, (d'une église à une autre, les situations sont très inégales) situées pour l'essentiel dans la paroisse. Ces biens sont administrés par un « conseil de la fabrique »; les terres sont louées et le produit de la location entre en recettes dans les comptes de l'église. L'église d'Eringhem possède 48 mesures de terre, soit environ 21 hectares. Le curé a droit à la portion congrue, dont le montant augmente selon le nombre de vicaires. À côté, la table des pauvres de chaque paroisse détient également quelques terres destinées à aider les indigents, celle d'Eringhem  possède 53 mesures de terre , soit environ 23 hectares.
Pendant la Première Guerre mondiale, en 1917, Eringhem dépendait du commandement d'étapes ayant son siège à Looberghe, (élément de l'armée organisant le stationnement de troupes, comprenant souvent des chevaux, pendant un temps plus ou moins long, sur les communes dépendant du groupement , en arrière du front), de même que Drincham, Pitgam,...Des troupes ont donc séjourné sur Eringhem, des poteaux délimitaient la zone de l'armée française située sur Drincham de celle de l'armée anglaise stationnée à Eringhem. Le 17 août 1917, en fin de matinée, un biplan anglais a atterri brusquement dans la partie nord du village de Looberghe, vers Pitgam. L'appareil a été très endommagé mais l'équipage fut sauf. L'autorité anglaise d'Eringhem prévenue a fait le nécessaire. Un régiment d'infanterie a assuré un poste de surveillance. La commune dépend en 1917-1918 du commandement d'étapes de Spycker, dit de Spycker-Steene.

### Héraldique
|  | Les armes de Eringhem se blasonnent ainsi :Gironné d'or et d'azur de dix pièces, à l'écusson de gueules brochant en abîme sur le tout. Il s'agit des anciennes armes de l'Abbaye Notre-Dame de Bourbourg. |

## Politique et administration

### Liste des maires
Maire de 1802 à 1808 : Pierre Lysensoone,.
Maire en 1854 : Mr Meneboo.
maire en 1881 : Charles Andioën.
Maire en 1883 et de 1887 à 1891 : J Meneboo.
Maire de 1892 à 1900 : P. Hemelsdael.
Maire en 1901 : Ch. Missiaen.
Maire de 1902 à 1904 : D. Liévin.
Maire de 1904 à 1914 : L. Marcant.
Maire de 1922 à 1929 : A. Decool.
Maire de 1929 à 1933 : René Hemelsdael.
Maire de 1933 à 1935 : Jules Vasseur.
Maire de 1935 à 1939 : Joseph Quenson.
Maire de 1951 à 1966 : G. Ryckeboer.
Maire de 1966 à 1977 : G. Vasseur.

Maire en 1977-1978 au moins : B. Crépin.
| Période   | Période   | Identité         | Étiquette | Qualité                                                                                    |
| --------- | --------- | ---------------- | --------- | ------------------------------------------------------------------------------------------ |
| mars 2001 | mars 2008 | Bernardin Crépin |           |                                                                                            |
| mars 2008 | 2020      | Paul Janssen     |           | Vice-président de la Communauté de communes des Hauts de Flandre depuis le 17 avril 2014,. |
| 2020      | En cours  | Murielle Feryn   |           |                                                                                            |

## Population et société

### Démographie

#### Évolution démographique
L'évolution du nombre d'habitants est connue à travers les recensements de la population effectués dans la commune depuis 1793. Pour les communes de moins de 10 000 habitants, une enquête de recensement portant sur toute la population est réalisée tous les cinq ans, les populations de référence des années intermédiaires étant quant à elles estimées par interpolation ou extrapolation. Pour la commune, le premier recensement exhaustif entrant dans le cadre du nouveau dispositif a été réalisé en 2006.

En 2022, la commune comptait 469 habitants, en évolution de −0,85 % par rapport à 2016 (Nord : +0,51 %, France hors Mayotte : +2,11 %).
| 1793 | 1800 | 1806 | 1821 | 1831 | 1836 | 1841 | 1846 | 1851 |
| ---- | ---- | ---- | ---- | ---- | ---- | ---- | ---- | ---- |
| 515  | 591  | 669  | 661  | 655  | 641  | 676  | 719  | 704  |

| 1856 | 1861 | 1866 | 1872 | 1876 | 1881 | 1886 | 1891 | 1896 |
| ---- | ---- | ---- | ---- | ---- | ---- | ---- | ---- | ---- |
| 660  | 726  | 712  | 654  | 666  | 653  | 636  | 628  | 599  |

| 1901 | 1906 | 1911 | 1921 | 1926 | 1931 | 1936 | 1946 | 1954 |
| ---- | ---- | ---- | ---- | ---- | ---- | ---- | ---- | ---- |
| 574  | 598  | 571  | 559  | 555  | 521  | 527  | 541  | 488  |

| 1962 | 1968 | 1975 | 1982 | 1990 | 1999 | 2006 | 2011 | 2016 |
| ---- | ---- | ---- | ---- | ---- | ---- | ---- | ---- | ---- |
| 442  | 401  | 381  | 365  | 413  | 419  | 456  | 478  | 473  |

| 2021 | 2022 | - | - | - | - | - | - | - |
| ---- | ---- | - | - | - | - | - | - | - |
| 481  | 469  | - | - | - | - | - | - | - |

#### Pyramide des âges
La population de la commune est relativement jeune.
En 2018, le taux de personnes d'un âge inférieur à 30 ans s'élève à 40,4 %, soit au-dessus de la moyenne départementale (39,5 %). À l'inverse, le taux de personnes d'âge supérieur à 60 ans est de 18,4 % la même année, alors qu'il est de 22,5 % au niveau départemental.
En 2018, la commune comptait 246 hommes pour 242 femmes, soit un taux de 50,41 % d'hommes, largement supérieur au taux départemental (48,23 %).
Les pyramides des âges de la commune et du département s'établissent comme suit.
| Hommes | Classe d’âge | Femmes |
| ------ | ------------ | ------ |
| 0,0    | 90 ou +      | 0,0    |
| 6,1    | 75-89 ans    | 6,6    |
| 13,1   | 60-74 ans    | 10,8   |
| 19,8   | 45-59 ans    | 19,0   |
| 20,2   | 30-44 ans    | 23,7   |
| 16,0   | 15-29 ans    | 12,9   |
| 24,8   | 0-14 ans     | 27,0   |

| Hommes | Classe d’âge | Femmes |
| ------ | ------------ | ------ |
| 0,5    | 90 ou +      | 1,4    |
| 5,3    | 75-89 ans    | 8,1    |
| 14,8   | 60-74 ans    | 16,2   |
| 19,1   | 45-59 ans    | 18,4   |
| 19,5   | 30-44 ans    | 18,7   |
| 20,7   | 15-29 ans    | 19,1   |
| 20,2   | 0-14 ans     | 18     |

## Lieux et monuments
- L'Église Saint Matthias: L'église en forme de croix latine, a été édifiée au XVIe siècle (1564). Elle se compose d'un vaisseau central flanqué de bas-côtés. La tour qui date de 1675, s'élève à la croisée du transept. Le portail est de 1870. C'est une construction en brique et pierre. Elle renferme deux retables et du mobilier protégé au titre de monuments historiques. La cloche en bronze datant de 1563, située dans la tour de l'église, a été inscrite à l'inventaire départemental.
- Dans l'église se trouve une pièce d'orfèvrerie remarquable : un reliquaire dénommé « La remise du rosaire à Saint Dominique ». Examiné dans  une étude récente[50], l'objet est classé au titre des monuments historiques[51].
- Le monument aux morts.

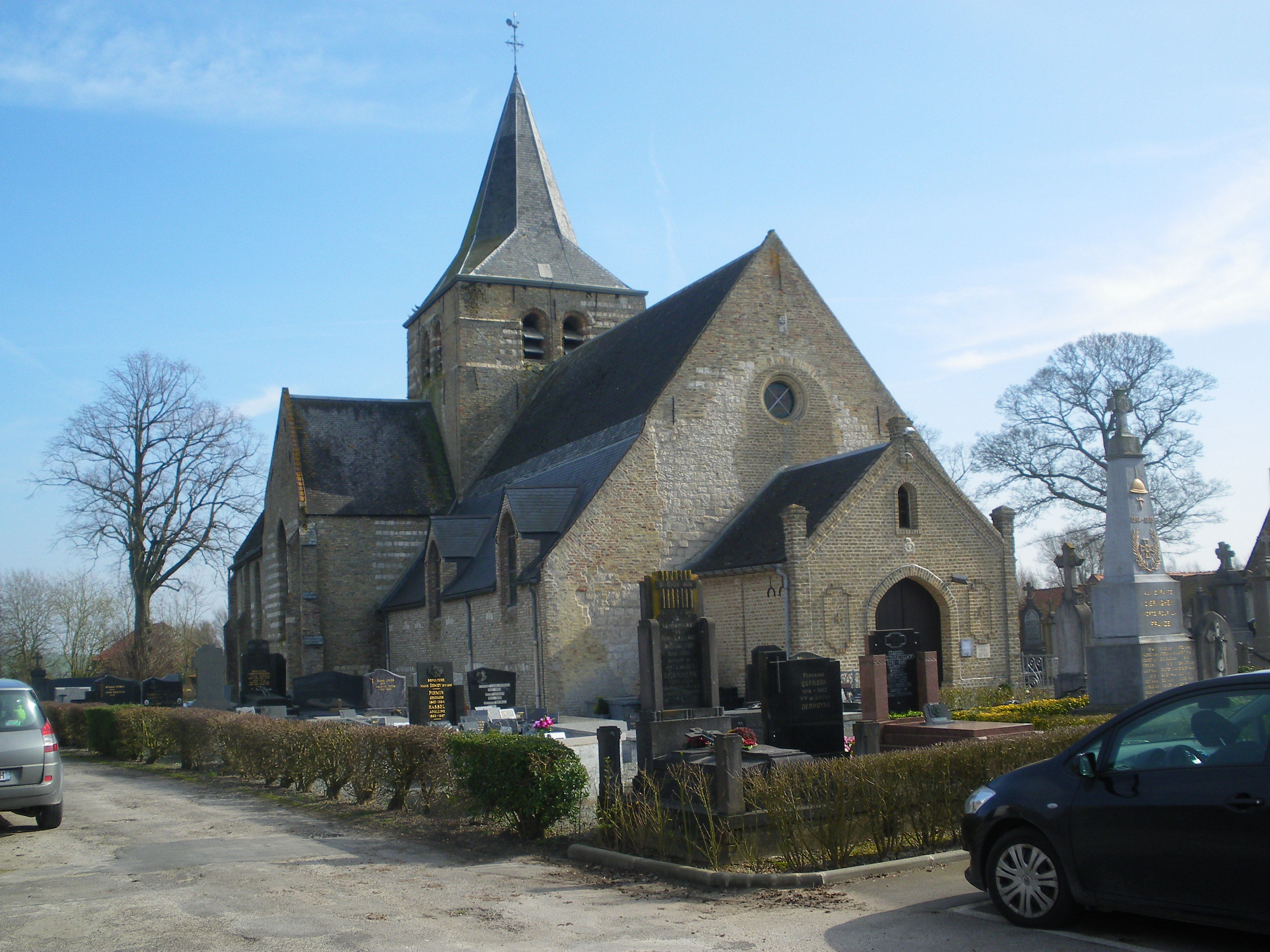
L'église Saint-Matthias
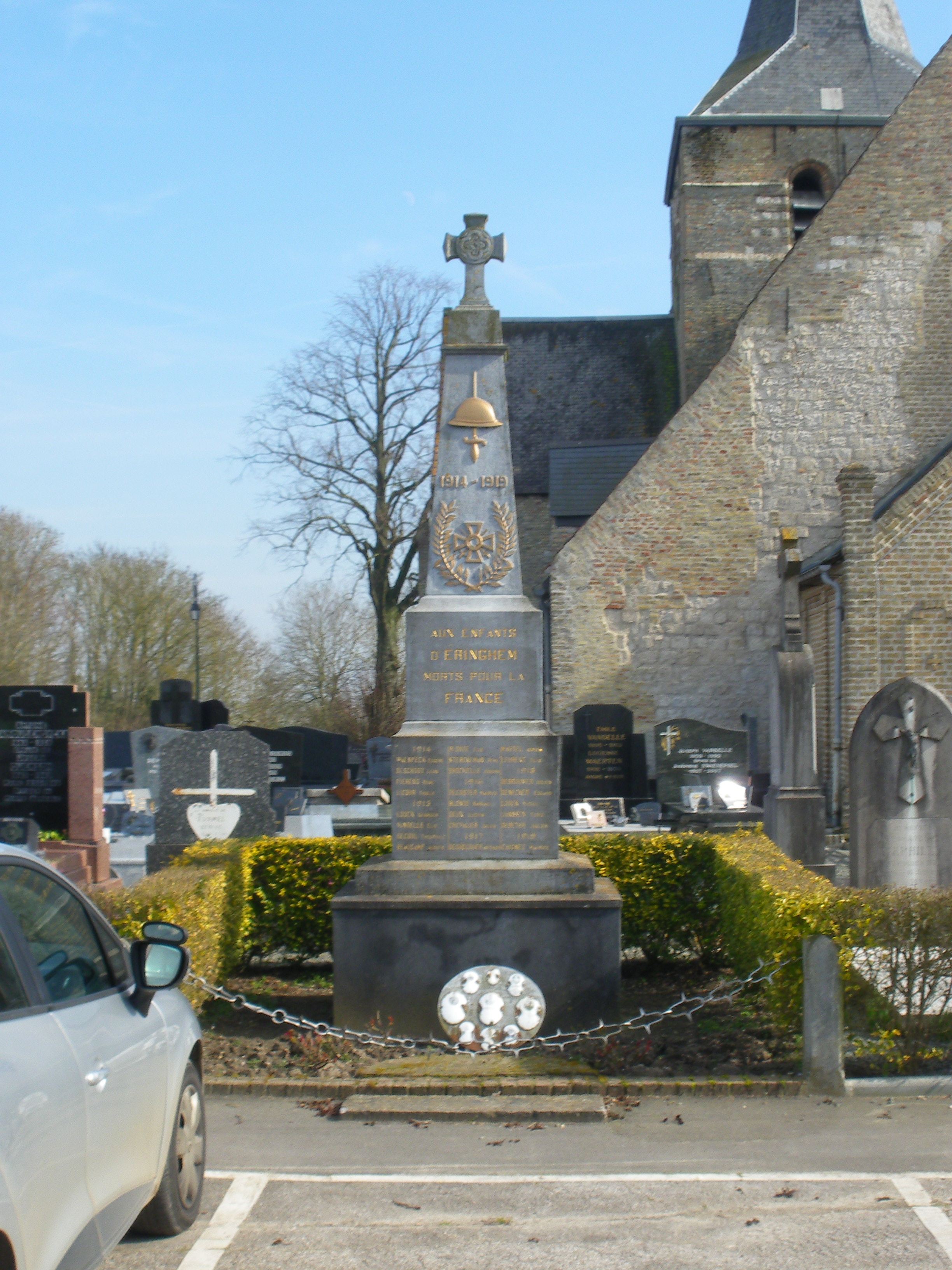
Le monument aux morts

## Pour approfondir